# Стелла (Італія)

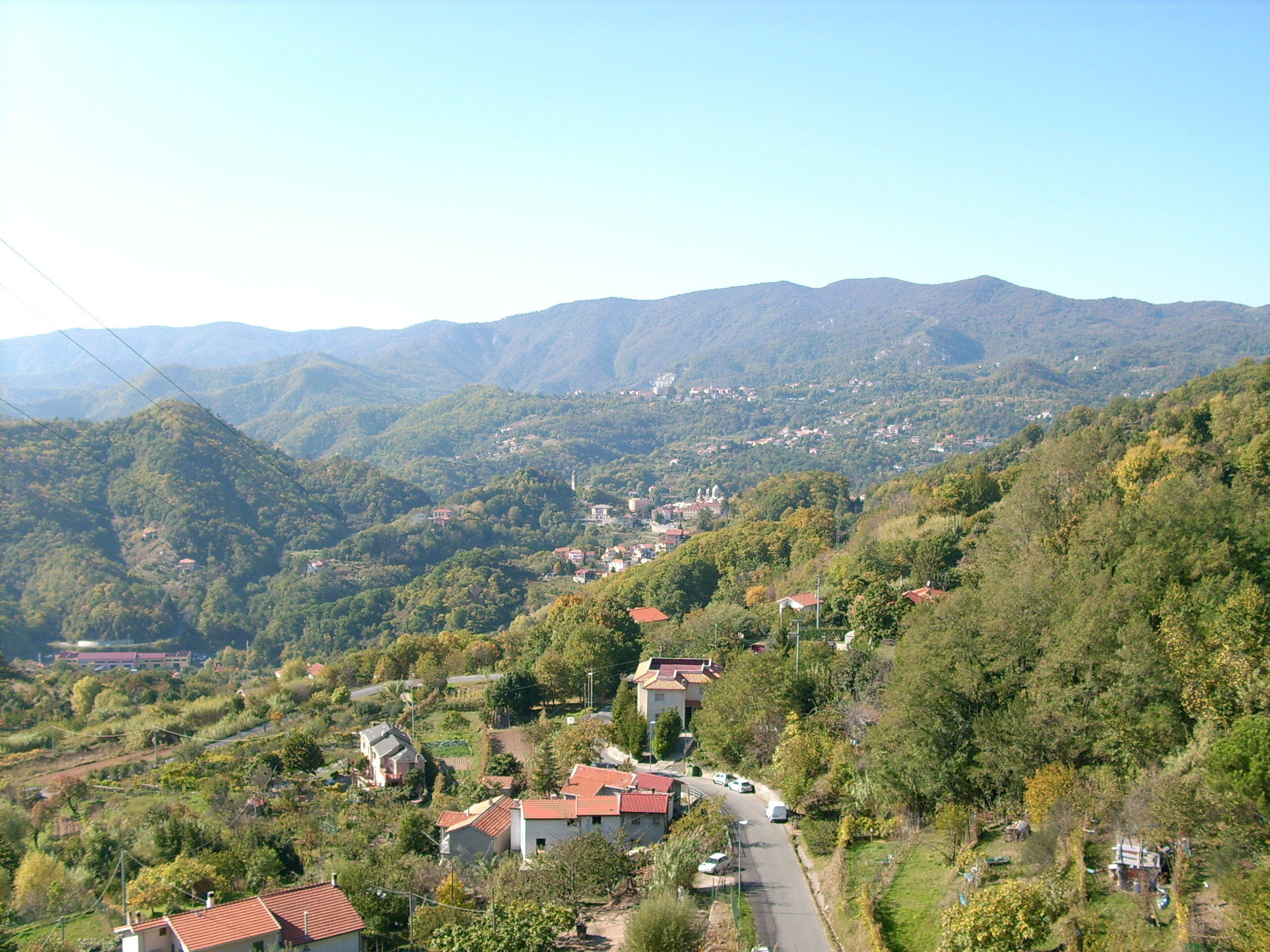

Стелла (італ. Stella) — муніципалітет в Італії, у регіоні Лігурія, провінція Савона.
Стелла розташована на відстані близько 430 км на північний захід від Рима, 35 км на захід від Генуї, 12 км на північ від Савони.
Населення — 3031 особа (2014).

## Демографія
Населення за роками:

Станом на 1 січня 2023 року в муніципалітеті офіційно проживало 116 іноземців з 26 країн, серед них 38 громадян країн Євросоюзу та 11 громадян України.

## Сусідні муніципалітети
- Альбізола-Суперіоре
- Челле-Лігуре
- Понтінвреа
- Сасселло
- Варацце